# Power Rangers Megaforce
Power Rangers Megaforce en Power Rangers Super Megaforce zijn respectievelijk het 20e en 21 seizoen van de Amerikaanse tokusatsuserie Power Rangers. De 2 seizoenen werden van februari 2013 t/m november 2014 uitgezonden op Nickelodeon. De series dienen gezamenlijk als jubileumserie voor het 20-jarig bestaan van Power Rangers.
De series zijn geproduceerd door SCG Power Rangers. Megaforce is gebaseerd op de Super Sentai-serie Tensou Sentai Goseiger, en Super Megaforce op de Japanse serie Kaizoku Sentai Gokaiger.
In Nederland zijn beide series in nagesynchroniseerde versie uitgezonden.

## Plot

### Megaforce
Wanneer de aarde wordt aangevallen door een buitenaards leger genaamd de Warstar, rekruteert Gosei, een beschermer van de aarde en leerling van Zordon 5 tieners om de Power Rangers Megaforce te worden. Gezamenlijk nemen de vijf het op tegen de Warstar, geleid door Admiraal Malkor  en prins Vrak.
Naarmate de serie vordert blijkt dat de Warstar meerdere fracties van monsters in de gelederen hebben, zoals de Insectoids, de Toxic Mutants en robots. Op het moment dat die tweede groep hun intrede doet, krijgen de Rangers zelf versterking van Robo Knight. Uiteindelijk worden de Warstar verslagen, maar Robo Knight komt hierbij klaarblijkelijk om.

### Super Megaforce
De Warstar zijn verslagen, maar het blijkt dat zij slechts de voorbode waren van een groter leger; De Armada, geleid door Vekar  en keizer Marvo. Om meer kans te maken tegen deze nieuwe vijand krijgen de rangers van Gosei nieuwe krachten, kostuums en zords. Zo kunnen ze nu bijvoorbeeld veranderen in alle Power Rangers teams die hen voorgingen, alsmede enkele teams die nog nooit eerder op aarde zijn gezien. Bovendien krijgen ze een nieuwe bondgenoot in de gedaante van Orion, een alien van de planeet Andresia.
In de laatste aflevering wordt keizer Marvo verslagen, waarna alle vorige Rangerteams het huidige team te hulp komen om de rest van Marvo’s leger te verslaan.

## Personages

### Rangers
Troy Burrows/Megaforce Red Rangerde leider van de rangers. Hij is bij aanvang van de serie een nieuwkomer. Door zijn soms lastige jeugd is hij erg gefocust en heeft een sterk verantwoordelijkheidsgevoel. Hij is tevens de meest getalenteerde van de rangers.
Emma Goodall/Megaforce Pink Rangereen natuurliefhebber, wat haar voornaamste motivatie is om een ranger te worden. Ze doet aan BMX en heeft net als wijlen haar moeder een talent voor zingen. Ze is de meest gevoelige van het team en kan in alles wel iets goeds ontdekken.
Noah Carver/Megaforce Blue Rangereen nerd die houdt van alles wat met elektronica en techniek te maken heeft. Hij vertrouwt in gevechten dan ook liever op intelligentie dan brute kracht. Hij is goede vrienden met Jake. Zijn interesses omvatten tevens cryptozoölogie en buitenaards leven.
Jake Holling/Megaforce Black Ranger/Super Megaforce Green Rangereen uitgesproken en optimistische jongeman. Hij heeft van alle rangers de grootste moeite met het geheim houden van zijn leven als superheld. Hij is goede vrienden met Noah. Hij heeft een oogje op Gia, wat hem nog weleens dwars wil zitten. Hij is fysiek de sterkste van de rangers. Tevens is hij de enige die in seizoen 2 een ander kleur kostuum krijgt.
Gia Moran/Megaforce Yellow RangerEmma’s jeugdvriendin, ondanks dat ze uit verschillende sociale klassen komen. Ze is zelfverzekerd en intelligent en de meest verantwoordelijke van het team. Ze treedt van tijd tot tijd op als coleider van de groep.
Orion/Silver Megaforce Rangereen alien van de planeet  Andresia, die zijn debuut maakt in het tweede seizoen. Zijn planeet is ook aangevallen door de Armada. Hij was een mijnwerker tot hij op een dag een sleutel vond die hem in staat stelde de zilveren ranger te worden, waarna hij naar de aarde kwam. Hij kan de krachten van alle zesde/speciale rangers uit voorgaande series gebruiken om te veranderen naar een sterkere gedaante genaamd Super Mega Gold form.

### Bondgenoten
Goseieen bovennatuurlijke entiteit die de aarde beschermd. Hij was een leerling van Zordon en verbleef in een diepe slaap tot hij gewekt werd door de komst van de Warstar. Hij verschijnt altijd in de gedaante van een tikihoofd, maar dit is niet zijn ware uiterlijk. Bijna alle zords in het eerste seizoen zijn naar hem vernoemd.
TensouGosei’s klungelige robot-assistent.
Robo Knighteen robot die eeuwen terug door Gosei werd gemaakt met als doel het aardse milieu te beschermen. Hij ziet eruit als een zwaar bepantserde versie van de Rangers. Hij is een deel van zijn geheugen kwijt, wat verklaart waarom hij zo lang inactief is gebleven. Hij maakt zijn debuut wanneer de Toxic Mutants hun intrede doen en blijft gedurende seizoen 1 een bondgenoot van de rangers. Eind seizoen 1  offert hij het grootste deel van zijn krachten op om de morphers van de rangers te herstellen, en verdwijnt nadien spoorloos tot hij in seizoen 2 weer even opduikt. Hierin blijkt hij door Vrak te zijn geherprogrammeerd tot een schurk. Troy weet hem weer bij zinnen te brengen. In het laatste gevecht helpt hij mee de resterende soldaten van De Armada te verslaan.
Voormalige Rangersmeerdere rangers uit vorige seizoenen maken in de serie hun opwachting in gastrollen. In de laatste aflevering komen alle rangers uit de vorige series nog eenmaal terug, maar de meeste worden alleen in hun kostuums gezien.
- Jayden/ Red Samurai Ranger.
- Casey Rhodes/ Jungle Fury Red Ranger.
- Tommy Oliver: de originele groene ranger.
- T.J. Johnson / The Blue Space Ranger.
- Cassie Chan / The Pink Space Ranger.
- Leo Corbett / Red Galaxy Ranger.
- Damon Henderson / Green Galaxy Ranger.
- Karone / Pink Galaxy Ranger
- Carter Grayson / Red Lightspeed Ranger.
- Dana Mitchell / Pink Lightspeed Ranger.
- Wesley Collins / Red Time Force Ranger.
- Mike / Green Samurai Ranger.
- Emily /Yellow Samurai Ranger.

### Warstar
De Warstar zijn de antagonisten uit het eerste seizoen. Ze maken deel uit van een groot, intergalactisch invasieleger. Hun voornaamste hoofdkwartier is het Warstar Spaceship.
De Warstar zijn opgedeeld in meerdere fracties. De voornaamste zijn de Insectoids, insectachtige aliens. De tweede groep zijn de Toxic Mutants; monsters afkomstig van de aarde zelf, die vooral uit zijn op het vervuilen van de aarde met als doel deze meer leefbaar te maken voor henzelf. De derde groep zijn de Robots.
Vrakkrijgsadviseur van de WarStar, maar dat blijkt later slechts een dekmantel te zijn. In werkelijkheid is hij een van de 2 zonen van keizer Mavro, leider van De Armada, en is door zijn vader gestuurd om de invasie van de aarde door de Warstar te overzien. Hij is sluw en verraderlijk. Wanneer blijkt dat de Insectoids alleen niet voldoende zijn, sluit hij een bondgenootschap met de Toxic Mutants en bouwt de Robots. Hij maakt gebruik van meerdere gedaantes om deze afzonderlijke groepen aan te sturen. Nadat de Warstar zijn verslagen eind seizoen 1 duikt hij onder. Seizoen 2 laat hij weer van zich horen. Hij maakt hierin Robo Knight tot zijn dienaar en toont zijn ware gedaante; die van een monsterlijke Engel. In deze gedaante wordt hij definitief verslagen.
Admiraal Malkorleider van de Insectoids. Anders dan veel andere schurken beschouwt hij zijn soldaten en monsters niet als vervangbare strijdkrachten, maar geeft wel degelijk om hun welzijn. Hij is intelligent en laat geen kans onbenut om de aarde te veroveren. Hij wordt uiteindelijk verslagen door de Ultra Gosei Great Megazord.
CreepoxMalkor’s rechterhand en voornaamste krijger. Hij heeft een zeer kort lontje en staat altijd op gespannen voet met Vrak. Desondanks heeft hij wel een sterk eergevoel.
Bigseen slijmerige mutant  en co-leider van de Toxic Mutants.
Bluefureen mutant die nog het meest lijkt op een kruising tussen een mensaap en een tarantula. Hij is de grootste en sterkste van de Toxic Mutants, en leidt deze groep samen met Bigs. Hij wordt verslagen door de Gosei Ultimate Megazord.
Metal Aliceeen vrouwelijke robot gemaakt door Vrak om de robotfractie van de Warstar te leiden. Ze beschouwt mensen als inferieure wezens en is aanvankelijk koud, afstandelijk en emotieloos. Naarmate de serie vordert ontwikkeld ze echter gevoelens voor Vrak.
Loogiesde soldaten van de Warstar. Ze zien eruit als humanoïde insecten gewapend met dolken.
Zombatsvleermuisrobots die door Vrak worden gebruikt om verslagen monsters tot enorm formaat uit te laten groeien.

### De Armada
De Armada is een het intergalactisch invasieleger waar de Warstar deel van uitmaakte. Ze zijn de antagonisten in seizoen 2. Het hoofdkwartier van de Armada is het vlaggenschip van Prins Vekar.
Keizer Mavrode leider van de Armada. Hij is de vader van Vrak en Vekar. Bij aanvang van de serie is hij elders in het universum, maar na de dood van zijn beide zonen komt hij naar de aarde om persoonlijk de strijd met de rangers aan te gaan. Voor dit doel laat hij zijn gehele leger naar de aarde komen. Hij wordt verslagen nadat de Rangers zijn schip laten neerstorten, en hem vervolgens in een gevecht doden.
Prins Vekarzoon van keizer Mavro en oudere broer van Vrak. Net als Vrak is hij sluw, verraderlijk en laat geen kans onbenut om te krijgen wat hij wil. Hij is tevens een heethoofd en kan erg impulsief zijn, en gedraagt zich verwaand. Hij trekt niet graag zelf ten strijde. Hij komt om het leven wanneer zijn persoonlijke vechtmachine, de Armada Megazord, wordt vernietigd door de Ultimate Legendary Megazord.
Leviraeen wetenschapper in dienst van Vekar. Ze is onder andere de uitvinder van de Maximizer, waarmee monsters in reuzen kunnen worden veranderd. Vekar ziet haar als zijn vertrouweling. Na de dood van Vekar wordt ze door Mavro achter de rangers aan gestuurd, en sterft in een gevecht met hen.
Arguseen robot die dienstdoet als persoonlijke bodyguard van Vekar.
Damaraseen generaal binnen de Armada, die rechtstreeks voor Vekar werkt. Hij komt vaak met nieuwe strategieën, waar Vekar vervolgens de eer voor opstrijkt. Net als Levira krijgt hij na de dood van Vekar opdracht om persoonlijk met de rangers af te rekenen, en sterft in een gevecht met hen.
X Borgsde soldaten van De Armada.
Bruiserselitesoldaten van De Armada, die onder andere kunnen veranderen in jets voor luchtaanvallen.